# Guy Husson
Guy Husson (* 2. März 1931 in Vitry-sur-Seine; † 18. Juni 2025) war ein französischer Hammerwerfer.

## Karriere
Guy Husson trat 1953 erstmal an einem Länderkampf an. In der Folgezeit konnte er 64 weitere bestreiten. Zudem nahm Husson an den Olympischen Spielen 1956 in Melbourne, 1960 in Rom und 1964 in Tokio teil.
Bei den Mittelmeerspielen 1955 und 1963 gewann Husson jeweils die Bronzemedaille. Während seiner Karriere stellte er 22 nationale Rekorde auf und wurde zwischen 1954 und 1968 15-facher französischer Meister. Bis zum Alter von 90 Jahren nahm er an Master-Wettbewerben teil und war unter anderem Fahnenträger der französischen Delegation bei den World Masters Athletics Championships 2015 in Lyon.